# David Guetta
Pierre David Guetta (født 7. november 1967 i Paris) er en fransk DJ og musikproducer. Han mixede sin første vinylplade hjemme, da han var 13 år, og samme år var han DJ til fester. Da han var 15 begyndte han at arbejde som DJ på klubben Broad i Paris. Det var her, hele hans karriere startede.
Fra 1988 til 1990 begyndte han at mixe musik på radiostation Radio Nova.[kilde mangler]
Et af hans første hits var i 2005 med sangen The World is Mine, der indeholder indhold af Simple Minds' Someone Somewhere In Summertime. Sangen hittede de europæiske dance-lister.
Mange af David Guettas sange er opført af sangeren Chris Willis. Mest kendt er Love Is Gone og Love Don’t Let Me Go.
Han har spillet i mange lande, blandt andet i forbindelse med cd-udgivelserne Pop Life fra 2007. Han har også et ugentligt, 1 time langt radioprogram med titlen F*** Me I’m Famous Radio.
Han har optrådt sammen med Tiësto, Carl Cox, Armin van Buuren, will.i.am, Joachim Garraud, Bob Sinclar og Martin Solveig. Ved hans koncertturné F*** Me I’m Famous spillede han også sammen med Bob Sinclar, Martin Solveig og Black Eyed Peas.
På hans CD One Love er der bl.a. sange sunget af Akon, Kelly Rowland, Kid Cudi, Estelle og Chris Willis.
Han lå i 2011 nummer 1 på listen over bedste DJ's i verden.
I 2012 indtog han andenpladsen på samme liste (DJ Mag's Top100).
Desuden er han blandt de højest betalte DJ's i verden.

## Diskografi
| År   | Album                          | Placering | Placering | Placering | Placering |
| År   | Album                          | Frankrig  | Belgien   | Schweiz   | USA       |
| ---- | ------------------------------ | --------- | --------- | --------- | --------- |
| 2002 | Just a Little More Love        | 6         | 43        | 17        | —         |
| 2004 | Guetta Blaster                 | 11        | 29        | 45        | —         |
| 2007 | Pop Life                       | 2         | 4         | 8         | —         |
| 2009 | One Love                       | 1         | 1         | 2         | 70        |
| 2010 | One More Love                  | 80        | —         | —         | —         |
| 2011 | Nothing But The Beat           | 1         | 1         | 1         | 5         |
| 2012 | Nothing But The Beat 2.0       | 35        | —         | —         | —         |
| 2012 | Nothing But The Beat: Ultimate | 85        | —         | —         | —         |
| 2014 | Listen                         | 3         | 6         | 2         | 4         |
| 2015 | Listen Again                   | —         | —         | —         | —         |
| 2018 | 7                              | 4         | 5         | 2         | 37        |

## Singler
| År   | Single                                                                                          | Album                               |
| ---- | ----------------------------------------------------------------------------------------------- | ----------------------------------- |
| 2001 | "Just a Little More Love" (featuring Chris Willis)                                              | Just a Little More Love             |
| 2002 | "Love Don't Let Me Go" (featuring Chris Willis)                                                 | Just a Little More Love             |
| 2002 | "People Come, People Go" (featuring Chris Willis)                                               | Just a Little More Love             |
| 2003 | "Give Me Something" (featuring Barbara Tucker)                                                  | Just a Little More Love             |
| 2003 | "Just for One Day (Heroes)" (vs. Bowie)                                                         | Fuck Me I'm Famous                  |
| 2004 | "Money" (featuring Chris Willis & Mone)                                                         | Guetta Blaster                      |
| 2004 | "Stay" (featuring Chris Willis)                                                                 | Guetta Blaster                      |
| 2004 | "The World Is Mine" (featuring JD Davis)                                                        | Guetta Blaster                      |
| 2004 | "In Love With Myself" (featuring JD Davis)                                                      | Guetta Blaster                      |
| 2006 | "Love Don't Let Me Go" (vs The Egg)                                                             | Fuck Me I'm Famous Intl             |
| 2007 | "Love Is Gone" (featuring Chris Willis)                                                         | Pop Life                            |
| 2007 | "Baby When the Light" (featuring Cozi)                                                          | Pop Life                            |
| 2008 | "Delirious" (featuring Tara McDonald)                                                           | Pop Life                            |
| 2008 | "Tomorrow Can Wait" (vs Tocadisco) (featuring Chris Willis)                                     | Pop Life                            |
| 2009 | "Everytime We Touch" (with Chris Willis, Steve Angello, Sebastian Ingrosso)                     | Pop Life                            |
| 2009 | "When Love Takes Over" (featuring Kelly Rowland)                                                | One Love                            |
| 2009 | "Sexy Bitch" (featuring Akon)                                                                   | One Love                            |
| 2009 | "Memories" (featuring Kid Cudi)                                                                 | One Love                            |
| 2010 | "Commander" (featuring Kelly Rowland)                                                           | One More Love                       |
| 2010 | "Gettin' Over You" (with Chris Willis featuring Fergie & LMFAO)                                 | One More Love                       |
| 2010 | "Who's That Chick" (featuring Rihanna)                                                          | One More Love                       |
| 2011 | "Sweat" (vs. Snoop Dogg)                                                                        | Nothing But The Beat                |
| 2011 | "Where Them Girls At" (featuring Flo Rida & Nicki Minaj)                                        | Nothing But The Beat                |
| 2011 | "Little Bad Girl" (featuring Taio Cruz & Ludacris)                                              | Nothing But The Beat                |
| 2011 | "Without You" (featuring Usher)                                                                 | Nothing But The Beat                |
| 2011 | "Titanium" (featuring Sia)                                                                      | Nothing But The Beat                |
| 2011 | "Turn Me On" (featuring Nicki Minaj)                                                            | Nothing But The Beat                |
| 2012 | "I Can Only Imagine" (featuring Chris Brown & Lil Wayne)                                        | Nothing But The Beat                |
| 2012 | "She Wolf (Falling To Pieces)" (featuring Sia)                                                  | Nothing But The Beat 2.0            |
| 2012 | "Just One Last Time" (featuring Tapei Rai)                                                      | Nothing But The Beat 2.0            |
| 2013 | "Play Hard" (featuring Ne-Yo & Akon)                                                            | Nothing But The Beat 2.0            |
| 2013 | "Ain't a Party" (with GLOWINTHEDARK featuring Harrison)                                         | Fuck Me I'm Famous - Ibiza Mix 2013 |
| 2014 | "Shot Me Down" (featuring Skylar Grey)                                                          | Listen                              |
| 2014 | "Bad" (with Showtek featuring Vassy)                                                            | Listen                              |
| 2014 | "Blast Off" (with Kaz James)                                                                    | Listen Again                        |
| 2014 | "Lovers on the Sun" (featuring Sam Martin)                                                      | Listen                              |
| 2014 | "Dangerous" (featuring Sam Martin)                                                              | Listen                              |
| 2015 | "What I Did for Love" (featuring Emeli Sandé)                                                   | Listen                              |
| 2015 | "Hey Mama" (featuring Nicki Minaj, Bebe Rexha & Afrojack)                                       | Listen                              |
| 2015 | "Sun Goes Down" (with Showtek featuring MAGIC! & Sonny Wilson)                                  | Listen                              |
| 2015 | "Clap Your Hands" (with GLOWINTHEDARK)                                                          | Listen Again                        |
| 2015 | "Bang My Head" (featuring Sia & Fetty Wap)                                                      | Listen Again                        |
| 2016 | "No Worries" (with Disciples)                                                                   |                                     |
| 2016 | "This One's for You" (featuring Zara Larsson)                                                   |                                     |
| 2016 | "Would I Lie To You" (with Cedric Gervais & Chris Willis)                                       |                                     |
| 2016 | "Shed a Light" (with Robin Schulz featuring Cheat Codes)                                        | Uncovered                           |
| 2017 | "Light My Body Up" (featuring Nicki Minaj & Lil Wayne)                                          |                                     |
| 2017 | "Another Life" (with Afrojack featuring Ester Dean)                                             |                                     |
| 2017 | "2U" (featuring Justin Bieber)                                                                  | 7                                   |
| 2017 | "Complicated" (with Dimitri Vegas & Like Mike featuring Kiiara)                                 |                                     |
| 2017 | "Dirty Sexy Money" (with Afrojack featuring Charli XCX & French Montana)                        |                                     |
| 2017 | "So Far Away" (with Martin Garrix featuring Jamie Scott & Romy Dya)                             |                                     |
| 2018 | "Mad Love" (with Sean Paul & Becky G)                                                           | Mad Love the Prequel                |
| 2018 | "Like I Do" (with Martin Garrix & Brooks)                                                       | 7                                   |
| 2018 | "Flames" (with Sia)                                                                             | 7                                   |
| 2018 | "Your Love" (with Showtek)                                                                      |                                     |
| 2018 | "Don't Leave Me Alone" (featuring Anne-Marie)                                                   | 7                                   |
| 2018 | "Goodbye" (with Jason Derulo featuring Nicki Minaj & Willy William)                             | 7                                   |
| 2018 | "Drive" (with Black Coffee featuring Delilah Montagu)                                           | 7                                   |
| 2018 | "Ice Cold" (with Netsky)                                                                        |                                     |
| 2018 | "Say My Name" (with Bebe Rexha & J Balvin)                                                      | 7                                   |
| 2019 | "Better When You're Gone" (with Brooks & Loote)                                                 |                                     |
| 2019 | "Ring the Alarm" (with Nicky Romero)                                                            |                                     |
| 2019 | "This Ain't Techno" (with Tom Staar)                                                            |                                     |
| 2019 | "Stay (Don't Go Away)" (featuring Raye)                                                         |                                     |
| 2019 | "Instagram" (with Dimitri Vegas & Like Mike & Daddy Yankee featuring Afro Bros & Natti Natasha) |                                     |
| 2019 | "Thing for You" (with Martin Solveig)                                                           |                                     |
| 2019 | "Never Be Alone" (with Morten featuring Aloe Blacc)                                             |                                     |